# Heron International
Heron International — британская компания-девелопмент, основанная в 1957 году семьей Ронсон. Она получила известность в 1980-х годах как вторая по величине частная компания Великобритании. После расширения в 1990-х годах компания был возрожден Джеральдом Ронсоном и получила здание, теперь известное как 110 Bishopsgate, которое первоначально было известно как Heron Tower.

## Основы
Компания названа в честь отца нынешнего генерального директора Джеральда Ронсона Генри Ронсона. Она занималась производством и продажей мебели. В 1954 году, в возрасте 15 лет, сын Генри Джеральд присоединился к семейной фирме, а в возрасте 17 лет был назначен ответственным за развитие новой фабрики. Когда фирма, занимающаяся заказом по почте, предложила завод по мере ее завершения, Херон вышла на рынок недвижимости. Heron Homes стала одним из крупнейших строителей домов на юге Англии. Развиваясь в коммерческую недвижимость и офисную девелопию, с 1960-х годов компания построила 160 зданий в девяти странах. В 1970-х и 1980-х годах Heron International спонсировала заводскую гоночную команду Suzuki в мотогонках Гран-при с гонщиками, включая Барри Шина, Рэнди Мамола, Мика Гранта и Роба МакЭлни.
К началу 1980-х годов Heron была одной из крупнейших частных компаний в Великобритании с активами более 1,5 миллиарда фунтов стерлингов, включая значительную долю в американской индустрии домашнего видео через Media Home Entertainment и её дочерние компании, которые Heron приобрела в 1984 году. Но компания была чрезмерно расширена, и после уголовного осуждения Джеральда за мошенничество с торговлей акциями в Гиннессе, в течение которого он провел шесть месяцев в тюрьме Ford Open, к середине 1990-х годов компания почти рухнула с долгами в размере более 1 миллиарда фунтов стерлингов перед 11 000 держателями облигаций. Компания выжила благодаря Биллу Гейтсу, Руперту Мёрдоку, Крейгу Маккоу, основателю Oracle Corporation Ларри Эллисону и другими, кто давал давал Heron.

## Сегодня
В настоящее время при поддержке ряда инвесторов Heron International является компанией-девелопмент, разработавшей более 10 000 000 квадратных метров (110 000 000 квадратных футов) коммерческой и торговой недвижимости и около 15 000 жилых единиц в Великобритании, континентальной Европе и США с инвестиционным портфелем на сумму более 500 миллионов фунтов стерлингов.

### Heron Plaza
Башня Heron, 46-этажное офисное и ресторанное здание в лондонском Сити (закрыто в 2011 году), является центральным элементом комплекса Heron Plaza по адресу 110 Bishopsgate, включая новые общественные пространства и сеть площадей и садов. В июле 2009 года Heron International подтвердила, что подписала контракты с компанией Four Seasons Hotels and Resorts на разработку многофункционального проекта в качестве компонента Heron Plaza.

### The Heron
Компания также разработала The Heron в лондонской квадратной миле на месте Milton Court. Вместо офисов, тонкая 36-этажная башня включает в себя 285 роскошных апартаментов. На нижних этажах комплекса расположены новые помещения для Гилдхоллской школы музыки и театра.